# Valli Bergamasche
La Valli Bergamasche ("Valls de Bèrgam"), coneguda també com a La Valli, és una prova d'enduro de dos dies de durada que es disputa anualment, gairebé sempre al juliol, per les valls properes a la ciutat italiana de Bèrgam, a la Llombardia.
Organitzada pel Moto Club Bergamo des de 1948, la prova és considerada una de les més emblemàtiques de la disciplina i ha estat puntuable històricament per al Campionat d'Europa, més endavant anomenat Campionat del Món d'enduro. La darrera edició fins al moment es va disputar el 2019.

## Història

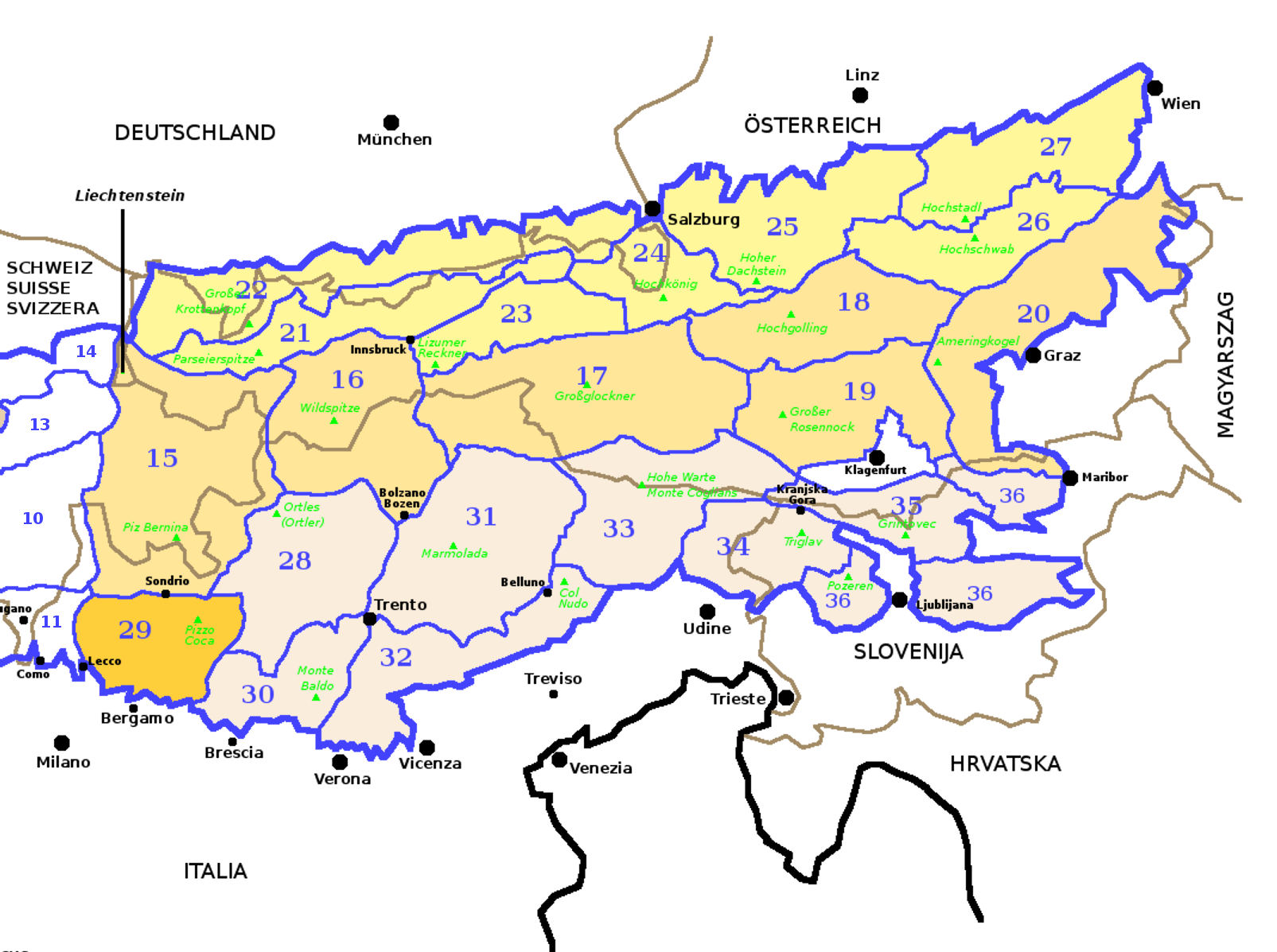
Mapa dels Alps de Bèrgam, dits Orobie

La prova es creà a iniciativa de Mino Baracchi, president aleshores del Moto Club Bergamo, i el nom oficial (Valli Bergamasche) s'adoptà a imatge del d'altres curses famoses com ara el Circuito delle Valli Bergamasche o el Circuito motociclistico di regolarità Città di Bergamo, organitzades a la comarca de feia 30 anys.
A les 10 del matí del 4 de juliol de 1948, acabada de poc la Segona Guerra Mundial, se'n feu la primera edició amb sortida davant del Caffè Savoia, seu del club organitzador. La idea inicial era celebrar una mena de cursa/gira turística pels paratges pre-alpins de la contrada, però als organitzadors se'ls en va anar la mà amb la duresa i només 4 dels 38 participants van poder acabar els 257 quilòmetres de recorregut, amb arribada a Ponte Nossa tot passant per la vall Taleggio i el pas del Vivione.

### Dècada del 1950
Durant la dècada del 1950, la cursa obtingué la categoria de puntuable per al Campionat d'Itàlia de Regolarità i passà a ser de dos dies, amb sortida a Bèrgam i arribada a San Pellegrino Terme després de dos dies de cursa pel camí de ferradura que va de Cornalba a Selvino i pel de Polaveno. Per primer cop La Valli entrava a la província de Brescia, travessant Iseo, Gardone Val Trompia, i el Passo di Crocedomini, record de la Primera Guerra Mundial. La cursa fou considerada la més dura i selectiva de tot el campionat, ja que per tal d'evitar empats finals dels corredors, l'organització trià un recorregut esgotador amb camins impracticables (claferts de grans esglaons, sotracs i pedres) per les valls Brembana i Seriana.
Al cap de pocs anys de la seva estrena, la prova ja havia esdevingut una de les més famoses d'Itàlia, al mateix nivell que les clàssiques de l'època com ara la Scudo del Sud i la Tre Mari. El 1954, la cursa es dividí en quatre etapes i una de nocturna (Nembro - Selvino) il·luminada amb la llum de milers de torxes. A l'edició de 1955 s'incrementà la dificultat de la ruta i s'establí la durada en tres dies, dividits en vuit etapes i passant per Selvino, el refugi de Cà San Marco, Vilminore, Valbondione i Gazzaniga). Aquell any la ruta començà a incloure trams de terra, travessar rius i altres dificultats, acostant-se força als cims dels Alps de Bèrgam. El 1956 ja s'arribà al refugi, acabant-se la prova a Moio de' Calvi, prop de Piazzatorre.

### Dècada del 1960

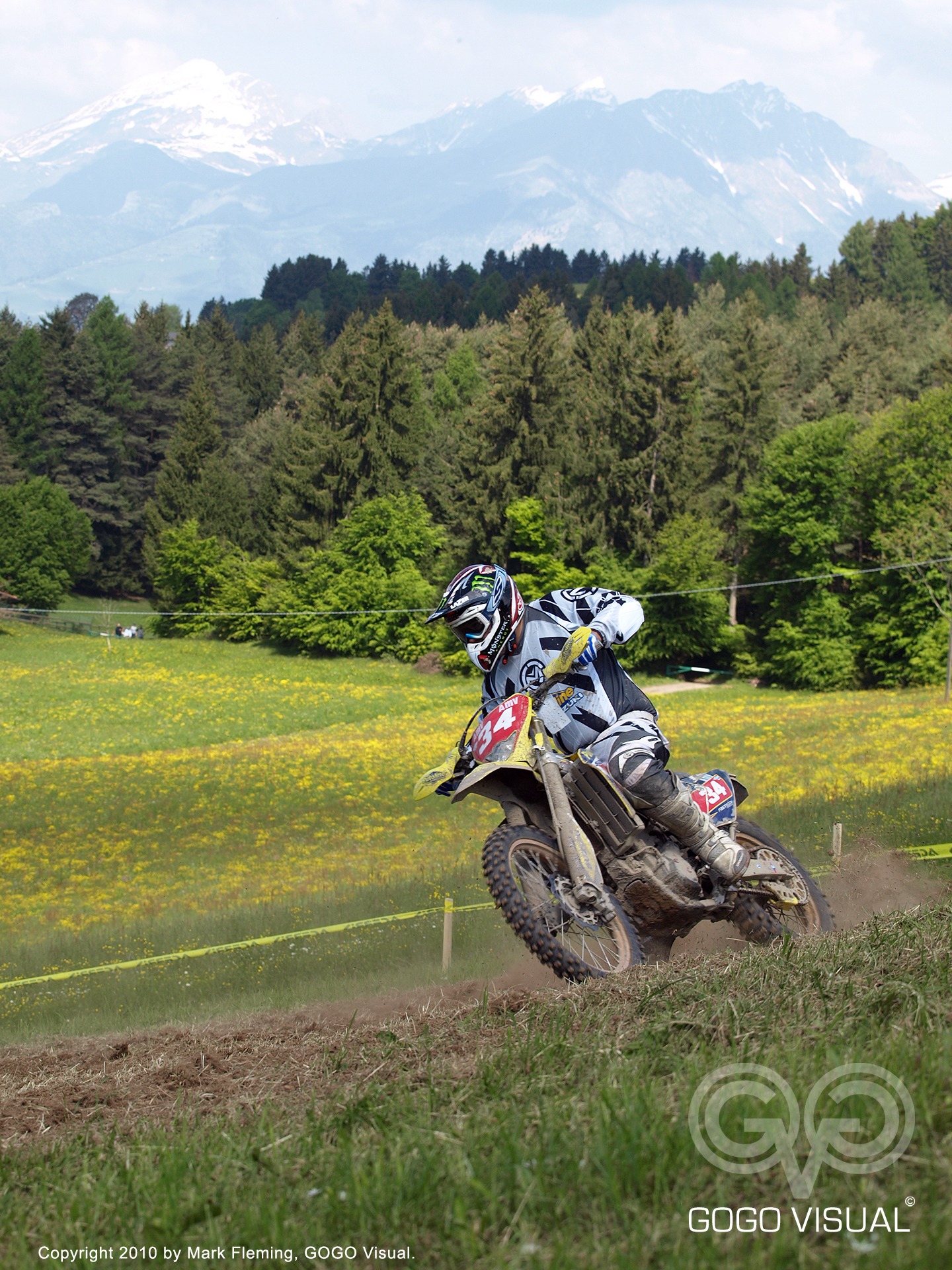
Thomas Sagar durant l'edició del 2010

A finals dels 50 La Valli havia esdevingut una autèntica prova de foc per als pilots que tenien intenció de participar en els Sis Dies Internacionals (ISDT), celebrats al setembre. El Moto Club Bergamo, presidit ara per Giuseppe Reda, establí relacions amb altres clubs europeus i el 1959 la prova fou oberta a participació internacional, incloent tota mena d'innovacions a suggeriment de la FMI (Federació de Motociclisme Italiana):
- Etapes separades (dues per dia)
- Etapes nocturnes
- Proves especials d'acceleració i frenada
- Prova d'acceleració pura
- Pas de guals
- Pujada a terrenys accidentats
- etc.

El 1963 la participació internacional ja superava l'estatal (114 pilots forans per 41 d'italians). Aquell any es va escalar el Monte Poieto, conegut per les seves pistes d'esquí. L'any següent, 1964, la prova fou inclosa en el nou Trofeu Internacional FIM i adoptà una nova prova especial, en aquest cas de motocròs. El 1968 no es disputà la prova, ja que el Moto Club Bergamo fou l'encarregat d'organitzar els Sis Dies Internacionals el setembre a la vall de Bèrgam, amb el centre de la cursa a San Pellegrino Terme.
El 1969 la prova esdevingué puntuable per al Campionat d'Europa i fou durant anys, encetant una època daurada que va tocar sostre el 1976, en què l'allau de sol·licituds d'inscripció (centenars) provocà que aquestes s'haguessin de filtrar per raons organitzatives i no pas per ordre de recepció. També l'afluència de públic pujà espectacularment, arribant a desenes de milers d'espectadors. Amb l'arribada de participants estrangers amb les seves motocicletes amb motor de dos temps (més lleugeres que les italianes, de quatre temps), el domini dels pilots italians començà a minvar i entre 1965 i 1971 tots els guanyadors de la cursa foren d'altres països, sobretot alemanys. A partir de 1972, en què guanyà Alessandro Gritti amb una Puch, els italians tornaren a esdevenir amos indiscutibles de la prova, ara ja pilotant les KTM, SWM i durant un cert temps les Gilera. Fou l'era dels caschi rossi ("cascos vermells"), que culminà amb la ratxa de victòries seguides del combinat italià als Sis Dies d'Alemanya, França i Itàlia (1979 a 1981).

### Dels anys 80 a l'actualitat
Ja als anys 80 la prova deixa de ser puntuable per al Campionat d'Europa (esdevingut després Mundial) alternativament, per tal de permetre organitzar-la a clubs d'altres indrets interessats a fer-ho, o bé per coincidir en un mateix any amb l'organització dels ISDE en terra italiana (el 1981 foren a l'illa d'Elba i el 1986 a San Pellegrino Terme). Així, durant aquest període La Valli fou puntuable només els anys 1982, 84, 88 i 1994.
El 1999 la prova recuperà el seu protagonisme tornant a ser puntuable, amb epicentre a Rovetta. El 2002 tornà a ser-ho (fou la cinquena prova del mundial) però en comptes de juliol es disputà el 18 i 19 de maig, passant la Conca de la Presolana per Clusone.

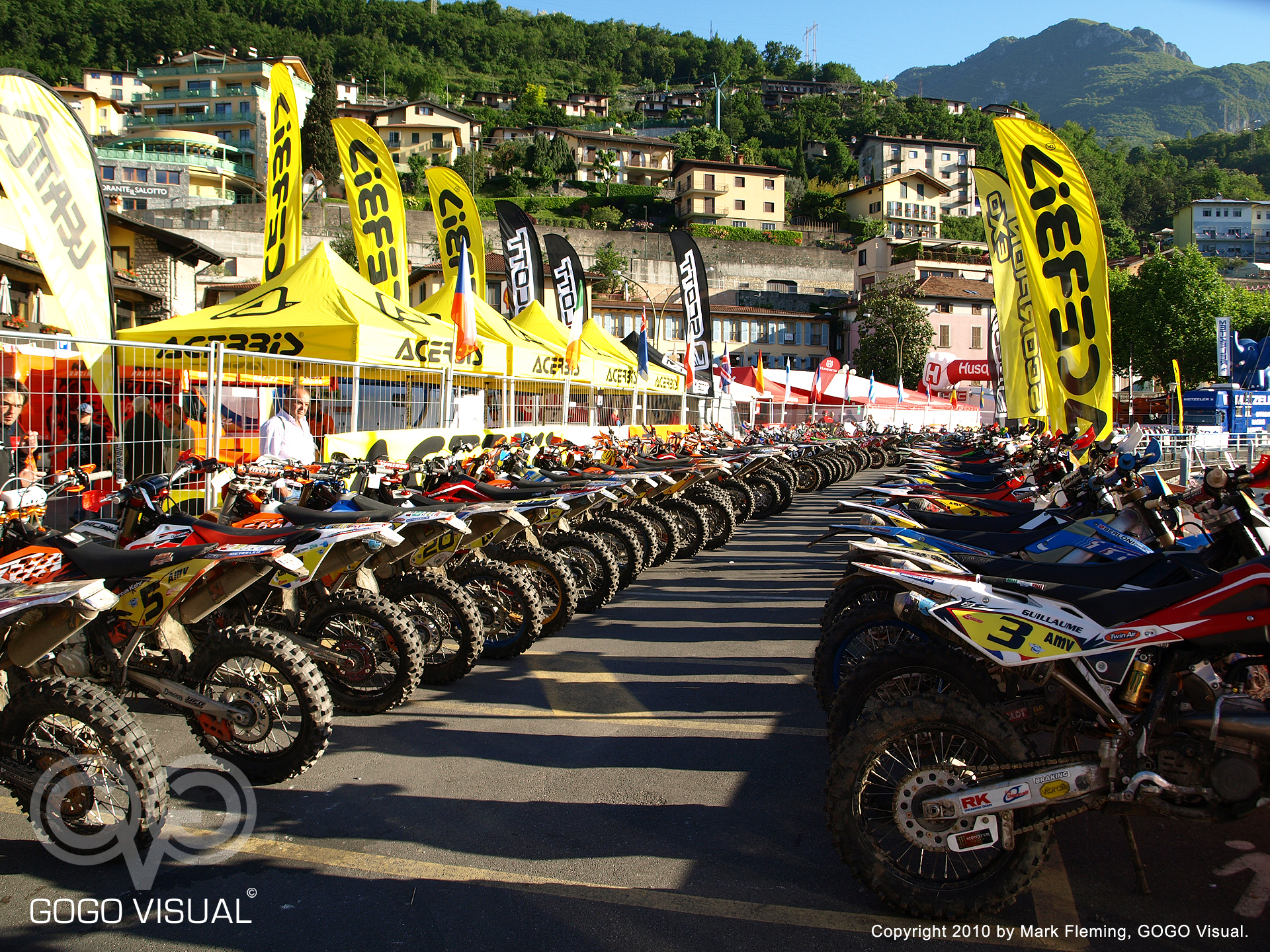
Vista del parc tancat de la 41a edició (2010, Lovere)

Darrerament la prova ha recuperat el seu estatus els anys 2005, en què es disputà com a darrera prova del mundial al mes d'octubre, a Schilpario (Val di Scalve) i el 2006, en què fou la quarta prova del mundial i es disputà al juny a Rovetta, essent la quarantena edició de la prova. La quaranta-unena, puntuable també per al Campionat del Món, es disputà del 21 al 23 de maig del 2010 amb seu a Lovere, essent-ne el guanyador absolut Antoine Méo.

## Palmarès
Tot seguit es reporta la llista de guanyadors de l'esdeveniment, des de la primera edició de 1948 fins a l'actualitat. Fins a l'any 1967, la cursa incloïa una única classificació general (que premiava, doncs, un guanyador absolut), passant després a estipular classificacions específiques per a diverses classes o cilindrades. Als primers anys, les edicions que produïren més d'un guanyador s'expliquen pel fet que la classificació venia confegida basant-se en les penalitzacions d'anticipació i retard i no era rar, doncs, que dos pilots arribessin amb el mateix temps final malgrat la duresa del recorregut.
Els signes d'interrogació "?" indiquen proves segurament disputades, però el guanyador de les quals es desconeix. Les caselles buides indiquen proves molt probablement no disputades.

### Primera etapa (1948-1967)
| Ed. | Any  | Guanyador classificació general                                                                                           | Ed. | Any  | Guanyador classificació general                                                                                                  | Ed. | Any  | Guanyador classificació general |
| --- | ---- | --- | --- | ---- | --- | --- | ---- | --- |
| 1.  | 1948 | Guido Benzoni (Sertum 250) · Bruno Berni (Gilera 500) · Gianni Damiani (Sertum 250) · Mario Ventura (Sertum 250)          | 2.  | 1949 | Bruno Berni · (Gilera 500) · Massimo Masserini · (Innocenti Lambretta 125)                                                       | 3.  | 1950 | Marcello Tura · (Innocenti Lambretta 125) |
| 4.  | 1951 | Massimo Masserini · (Innocenti Lambretta 125)                                                                             | 5.  | 1952 | Bruno Romano (Rumi 125) | 6.  | 1953 | Guido Benzoni (MV Agusta 150) · Miro Riva (Rumi 125) · Dietrichs Serafini (Motom 160) |
| 7.  | 1954 | Carlo Blumer (Sterzi Gran Sport 160)                                                                                      | 8.  | 1955 | Dario Basso (Rumi 125 Sei Giorni) · Franco dall'Ara (MI-VAL 125) · Franco Saini (Gilera 150V) · Dietrichs Serafini (Gilera 150V) | 9.  | 1956 | Carlo Blumer (Sterzi 125) · Franco dall'Ara (MI-VAL 125) · Luciano dall'Ara (MI-VAL 125) · Domenico Fenocchio (Gilera 150V) · Gian Pietro Martinelli (MI-VAL 125) · Gian Franco Saini (Iso 125) |
| 10. | 1957 | Franco dall'Ara (MI-VAL 125)                                                                                              | 11. | 1958 | Luciano dall'Ara (Gilera 150V)                                                                                                   | 12. | 1959 | Tullio Masserini (Gilera Giubileo 98) |
| 13. | 1960 | Franco dall'Ara (Moto Guzzi Lodola 235) · Costanzo Daminelli (Moto Guzzi Lodola 235) · Eberhard Graf (NSU Gelandemax 250) | 14. | 1961 | Eugenio Saini (Gilera Giubileo 98) · Canzio Tosi (Gilera Giubileo 98)                                                            | 15. | 1962 | Luigi Gorini (Gilera Giubileo 98) |
| 16. | 1963 | Franco dall'Ara (Moto Guzzi Stornello 100)                                                                                | 17. | 1964 | Klaus Kamper (Zündapp 75) | 18. | 1965 | Heinz Brinkmann (Hercules 50) |
| 19. | 1966 | Werner Salevsky (MZ 250) · Peter Uhlig (MZ 250)                                                                           | 20. | 1967 | Peter Uhlig (MZ ETS 250) |     |      | |

### Segona etapa (1969-1980)
| Ed. | Any  | 50                             | 75                              | 100                          | 125                            | 175                               | 250                        | 350                                 | +350                        |
| --- | ---- | ------------------------------ | ------------------------------- | ---------------------------- | ------------------------------ | --------------------------------- | -------------------------- | ----------------------------------- | --------------------------- |
| 21. | 1969 | Heinz Brinkmann · (Zündapp GS) | Andreas Brandl · (Zündapp GS)   | Lorenz Specht · (Zündapp KS) | Rolf Witthöft · (Puch)         | Walter Leitgeb · (Puch)           | Josef Rabas · (Jawa)       | Kvetoslav Masita · (Jawa)           | Erwin Schmider · (Jawa)     |
| 22. | 1970 | Heinz Brinkmann · (Zündapp GS) | Andreas Brandl · (Zündapp GS)   | Fausto Vergani · (Gilera)    | Lorenz Müller · (Puch)         | Erwin Schmider · (Zündapp)        | Frantisek Mrazek · (Jawa)  | Zdenek Cespiva · (Jawa)             | Fred Willamovsky · (MZ 400) |
| 23. | 1971 | Andreas Brandl · (Zündapp)     | Josef Wolfgruber · (Zündapp)    | Hans Wagner · (Puch)         | Rolf Witthöft · (Zündapp)      | Alessandro Gritti · (Moto Morini) | Frank Schubert · (MZ ETS)  | Kvetoslav Masita · (Jawa)           | Fred Willamovsky · (MZ)     |
| 24. | 1972 | Peter Neumann · (Zündapp)      | Andreas Brandl · (Zündapp)      | Josef Wolfgruber · (Zündapp) | Alessandro Gritti · (Puch)     | ? Petr Vlastimil Valek · (Jawa)   | Frank Schubert · (MZ ETS)  | Kvetoslav Masita · (Jawa)           | Josef Fojtik · (Jawa)       |
| 25. | 1973 | Gualtiero Brissoni · (Gilera)  | Andreas Brandl · (Zündapp)      | Josef Wolfgruber · (Zündapp) | Pierluigi Rottigni · (SWM)     | Bernardino Gualdi · (Puch)        | Frantisek Mrazek · (Jawa)  | Manfred Jäger · (MZ ETS)            | Fred Willamovsky · (MZ)     |
| 26. | 1974 | Gualtiero Brissoni · (Gilera)  | Fausto Oldrati · (Gilera)       | Josef Wolfgruber · (Zündapp) | Pierluigi Rottigni · (SWM)     | Giuseppe Signorelli · (Gilera)    | Bruno Ferrari · (KTM)      | Augusto Taiocchi · (KTM)            | Imerio Testori · (KTM)      |
|     |      | 50                             | 75                              | 100                          | 125                            | 175                               | 250/350                    | 250/350                             | +350                        |
| 27. | 1975 | Pietro Gagni · (SWM)           | Giuseppe Signorelli · (Puch)    | Attilio Petrogalli · (SWM)   | Pierluigi Rottigni · (SWM)     | Franco Gualdi · (DKW)             | Emilio Capelli · (KTM)     | Emilio Capelli · (KTM)              | Mario Facchinetti · (KTM)   |
|     |      | 50                             | 75                              | 100                          | 125                            | 175                               | 250                        | 350                                 | +350                        |
| 28. | 1976 | Erwin Schmider · (Zündapp)     | Lothar Schünemann · (Simson)    | Josef Wolfgruber · (Zündapp) | Alessandro Gritti · (KTM)      | Elia Andrioletti · (KTM)          | Augusto Taiocchi · (KTM)   | Kvetoslav Masita · (Jawa)           | Heino Büse · (KTM)          |
|     |      | 50                             | 75                              | 100                          | 125                            | 175                               | 250                        | 350                                 | 500                         |
| 29. | 1977 | Erwin Schmider · (Zündapp)     | Steffen Mauersberger · (Simson) | Jürgen Grisse · (Zündapp)    | Harald Strossenreuther · (KTM) | Elia Andrioletti · (KTM)          | Alessandro Gritti · (KTM)  | Giampaolo Marinoni · (DKW-Hercules) | Augusto Taiocchi · (KTM)    |
| 30. | 1978 | Gianni Tomasi · (Fantic)       | Osvaldo Scaburri · (Puch)       | Erwin Schmider · (Zündapp)   | Harald Strossenreuther · (KTM) | Franco Gualdi · (Sachs)           | Gualtiero Brissoni · (SWM) | Elia Andrioletti · (KTM)            | Gianangelo Croci · (KTM)    |
| 31. | 1979 | Pietro Gagni · (Fantic)        | Giuseppe Signorelli · (Fantic)  | Eddy Hau · (Zündapp)         | Gualtiero Brissoni · (SWM)     | Andrea Marinoni · (SWM)           | Franco Gualdi · (SWM)      | Harald Sturm · (MZ)                 | Gianangelo Croci · (KTM)    |
| 32. | 1980 | Gianni Tomasi · (Fantic)       | Angelo Signorelli · (Fantic)    | Walter Bettoni · (Fantic)    | Elia Andrioletti · (KTM)       | Klaus-Bernd Kreutz · (Zündapp)    | Andrea Marinoni · (SWM)    | Augusto Taiocchi · (KTM)            | Guglielmo Andreini · (SWM)  |

1. ↑  El 1978 es disputà també la categoria superior a 500, el vencedor de la qual fou Roberto Capelli (KTM)

### Tercera etapa (1982-2002)
| Ed. | Any         | 80                       | 125                           | 175                            | 250                     | 500                          | 4T                             | 4T |
| --- | ----------- | ------------------------ | ----------------------------- | ------------------------------ | ----------------------- | ---------------------------- | ------------------------------ | -- |
| 33. | 1982 1r dia | Pietro Gagni · (Zündapp) | ?                             | Klaus-Bernd Kreutz · (Zündapp) | Andrea Marinoni · (KTM) | Guglielmo Andreini · (Maico) | Augusto Taiocchi · (KTM-Rotax) |    |
| 33. | 1982 2n dia | Pietro Gagni · (Zündapp) | Edi Orioli · (Frigerio-Rotax) | Klaus-Bernd Kreutz · (Zündapp) | Andrea Marinoni · (KTM) | Guglielmo Andreini · (Maico) | Augusto Taiocchi · (KTM-Rotax) |    |

| Ed. | Any         | 80                     | 125                        | 250                                | 500                             | 4T                           |                              |
| --- | ----------- | ---------------------- | -------------------------- | ---------------------------------- | ------------------------------- | ---------------------------- | ---------------------------- |
| 34. | 1984        | M. Milani · (AIM)      | Giorgio Grasso · (Kram-it) | Franco Gualdi · (Kram-it)          | Jens Scheffler · (MZ)           | Guglielmo Andreini · (Honda) |                              |
|     |             | 80                     | 125                        | 250                                | 500                             | 350 4T                       | +350 4T                      |
| 35. | 1988 1r dia | Gianmarco Rossi · (TM) | Angelo Signorelli · (KTM)  | Tullio Pellegrinelli · (Husqvarna) | Sven Erik Jonsson · (Husqvarna) | Franco Gualdi · (Cagiva)     | Bill Andersson · (Husqvarna) |
| 35. | 1988 2n dia | Gianmarco Rossi · (TM) | Angelo Signorelli · (KTM)  | Kent Karlsson · (Husqvarna)        | Giorgio Grasso · (KTM)          | Franco Gualdi · (Cagiva)     | Gianangelo Croci · (KTM)     |

| Ed. | Any         | Campionat Europeu           | Campionat Europeu          |                           | Campionat Mundial                  | Campionat Mundial            | Campionat Mundial               | Campionat Mundial |
| Ed. | Any         | 125 2T                      | +175 2T                    | 125 2T                    | +175 2T                            | 350 4T                       | +500 4T                         |                   |
| 36. | 1994 1r dia | Marc Puigdemont · (Gas Gas) | Giuseppe Gallino · (Honda) | Giorgio Grasso · (Yamaha) | Tullio Pellegrinelli · (Husqvarna) | Arnaldo Nicoli · (Husqvarna) | Fabio Farioli · (KTM)           |                   |
| 36. | 1994 2n dia | Fabio Benzoni · (TM)        | Giuseppe Gallino · (Honda) | Giorgio Grasso · (Yamaha) | Giovanni Sala · (KTM)              | Mario Rinaldi · (KTM)        | Jaroslav Katriňák · (Husqvarna) |                   |

| Ed. | Any         | 125 2T                       | 250 4T                      | 250 2T                        | 400 4T                | 500 4T                        | Absolut                       |
| --- | ----------- | ---------------------------- | --------------------------- | ----------------------------- | --------------------- | ----------------------------- | ----------------------------- |
| 37. | 1999 1r dia | Fausto Scovolo · (Yamaha)    | Gianmarco Rossi · (Honda)   | Stefan Merriman · (Husqvarna) | Mario Rinaldi · (KTM) | Kari Tiainen · (KTM)          | Stefan Merriman · (Husqvarna) |
| 37. | 1999 2n dia | Juha Salminen · (KTM)        | Arnaldo Nicoli · (Husaberg) | Stefan Merriman · (Husqvarna) | Giovanni Sala · (KTM) | Kari Tiainen · (KTM)          | Stefan Merriman · (Husqvarna) |
| 38. | 2002 1r dia | Richard Larsson · (TM)       | Peter Bergvall · (Yamaha)   | Samuli Aro · (Husqvarna)      | Juha Salminen · (KTM) | Anders Eriksson · (Husqvarna) | Juha Salminen · (KTM)         |
| 38. | 2002 2n dia | Petteri Silván · (Husqvarna) | Peter Bergvall · (Yamaha)   | Samuli Aro · (Husqvarna)      | Juha Salminen · (KTM) | Anders Eriksson · (Husqvarna) | Juha Salminen · (KTM)         |

### Quarta etapa (2005-Actualitat)
A 1 de gener de 2022
| Ed. | Any  | E1                           | E1                           | E2                         | E2                      | E3                              | E3                       |
| Ed. | Any  | 1r dia                       | 2n dia                       | 1r dia                     | 2n dia                  | 1r dia                          | 2n dia                   |
| --- | ---- | ---------------------------- | ---------------------------- | -------------------------- | ----------------------- | ------------------------------- | ------------------------ |
| 39. | 2005 | Alessandro Belometti · (KTM) | Simone Albergoni · (Honda)   | Stefan Merriman · (Yamaha) | Samuli Aro · (KTM)      | David Knight · (KTM)            | David Knight · (KTM)     |
| 40. | 2006 | Ivan Cervantes · (KTM)       | Ivan Cervantes · (KTM)       | Samuli Aro · (KTM)         | Samuli Aro · (KTM)      | David Knight · (KTM)            | David Knight · (KTM)     |
| 41. | 2010 | Antoine Méo · (Husqvarna)    | Antoine Méo · (Husqvarna)    | Mika Ahola · (HM-Honda)    | Mika Ahola · (HM-Honda) | Christophe Nambotin · (Gas Gas) | David Knight · (KTM)     |
| 42. | 2015 | Eero Remes · (TM)            | Lorenzo Santolino · (Sherco) | Pierre Renet · (Husqvarna) | Antoine Méo · (KTM)     | Matthew Phillips · (KTM)        | Matthew Phillips · (KTM) |
| 43. | 2019 | Matteo Cavallo · (Sherco)    | Thomas Oldrati · (Honda)     | Loïc Larrieu · (TM)        | Alex Salvini · (Honda)  | Daniel McCanney · (TM)          | Steve Holcombe · (Beta)  |

## Guanyadors del Trofeu Júnior
En algunes edicions es va adjudicar un trofeu Júnior (d'ençà del 2005, els guanyadors coincideixen amb els de la cursa vàlida per al Mundial d'Enduro Júnior (EJ) organitzat per la FIM). Tot seguit se'n detallen els guanyadors coneguts:

### De 1979 a 1994
| Any         | 50                      | 75                      | 100                       | 125                     | 175                    | 250                      | 500                     | 4T                              |
| ----------- | ----------------------- | ----------------------- | ------------------------- | ----------------------- | ---------------------- | ------------------------ | ----------------------- | ------------------------------- |
| 1979        | Dario Salvi · (Zündapp) | Luca Benedetti · (Puch) | Giorgio Poloni · (Fantic) | Luigi Rocca · (Aprilia) | Roul Trussardi · (KTM) | Claudio D'Agnolo · (SWM) | P. Colombi · (Puch)     |                                 |
| 1980        |                         | ?                       |                           | Renato Pegurri · (KTM)  |                        | Bruno Rossi · (KTM)      | Guido Merusi · (KTM)    |                                 |
| 1982 1r dia |                         |                         |                           |                         | Danilo Monti · (KTM)   |                          |                         | Bruno Birbes · (Frigerio-Rotax) |
| 1982 2n dia |                         |                         |                           |                         | Danilo Monti · (KTM)   |                          |                         | Bruno Birbes · (Frigerio-Rotax) |
| 1984        |                         |                         |                           |                         |                        | Arnaldo Nicoli · (KTM)   | Roberto Vismara · (KTM) |                                 |

### Del 2005 a l'actualitat
A 1 de gener de 2022
| Any  | 1r dia                      | 2n dia                  |
| ---- | --------------------------- | ----------------------- |
| 2005 | Paolo Bernardi (Honda)      | Jacob Stapleton (TM)    |
| 2006 | Joakim Ljunggren (Husaberg) | Jacob Stapleton (TM)    |
| 2010 | Lorenzo Santolino (KTM)     | Lorenzo Santolino (KTM) |
| 2015 | Jamie McCanney (Husqvarna)  | Steve Holcombe (Beta)   |
| 2019 | Andrea Verona (TM)          | Andrea Verona (TM)      |

## Llista de guanyadors múltiples
Font:
A 31 de desembre de 1988
| Victòries | Pilot               | Edicions guanyades           |
| --------- | ------------------- | ---------------------------- |
| 5         | Franco Dall'Ara     | 1955, 1956, 1957, 1960, 1963 |
| 5         | Andreas Brandl      | 1969, 1970, 1971, 1972, 1973 |
| 5         | Erwin Schmider      | 1969, 1970, 1976, 1977, 1978 |
| 5         | Josef Wolfgruber    | 1971, 1972, 1973, 1974, 1976 |
| 5         | Augusto Taiocchi    | 1974, 1976, 1977, 1980, 1982 |
| 5         | Franco Gualdi       | 1975, 1978, 1979, 1984, 1988 |
| 4         | Kvetoslav Masita    | 1969, 1971, 1972, 1976       |
| 4         | Alessandro Gritti   | 1971, 1972, 1976, 1977       |
| 4         | Gualtiero Brissoni  | 1973, 1974, 1978, 1979       |
| 4         | Elia Andrioletti    | 1976, 1977, 1978, 1980       |
| 3         | Heinz Brinkmann     | 1965, 1969, 1970             |
| 3         | Rolf Witthoft       | 1969, 1971, 1980             |
| 3         | Fred Willamovsky    | 1970, 1971, 1973             |
| 3         | Pierluigi Rottigni  | 1973, 1974, 1975             |
| 3         | Giuseppe Signorelli | 1974, 1975, 1979             |
| 3         | Pietro Gagni        | 1975, 1979, 1982             |
| 3         | Andrea Marinoni     | 1979, 1980, 1982             |
| 3         | Guglielmo Andreini  | 1980, 1982, 1984             |
| 3         | Angelo Signorelli   | 1980, 1982, 1988             |